# San Sperate
San Sperate település Olaszországban, Szardínia régióban, Cagliari megyében. Lakosainak száma 8401 fő (2023. január 1.). San Sperate Decimomannu, Monastir, Villasor, Assemini és Sestu községekkel határos.

## Népesség
A település lakossága az elmúlt években az alábbi módon változott:
| Lakosok száma | 8301 | 8318 | 8401 |
|               | 2017 | 2018 | 2023 |